# Patricia Crone
Patricia Crone (ur. 28 marca 1945 w Kyndeløse Sydmark, zm. 11 lipca 2015 w Princeton) – amerykańska orientalistka duńskiego pochodzenia, autorka licznych opracowań naukowych i historiograf okresu wczesnego islamu, zatrudniona w Institute for Advanced Study. Wyrobiła sobie opinię w świecie nauki rzucając wyzwanie tradycyjnym poglądom i wyobrażeniom na temat wczesnego okresu islamu.

## Kariera naukowa
Ukończyła studia na Uniwersytecie w Londynie, gdzie uzyskała tytuł doktora School of Oriental and African Studies w 1974. Przez następne 3 lata pracowała na stanowisku Senior Research Fellow na Uniwersytecie w Londynie w Warburg Institute. W 1977 została wykładowcą (University Lecturer) historii islamu oraz Fellow na Jesus College na Uniwersytecie w Oxfordzie. Dr Crone objęła stanowisko Assistant University Lecturer w zakresie studiów nad islamem oraz Fellow of Gonville i Caius College na Uniwersytecie Cambridge w 1990. Tu piastowała szereg stanowisk na przestrzeni lat. W latach 1992–1994 pracowała jako University Lecturer specjalizujący się w studiach nad islamem oraz jako Reader historii islamu. W 1997 objęła stanowisko profesora w Institute for Advanced Study w Princeton. Od 2002 była członkiem kolegium redakcyjnego czasopisma naukowego Social Evolution & History.
W swojej pracy Hagarism: The Making of the Islamic World, Patricia Crone i jej współpracownik, historyk Michael Cook, będąc zatrudnioną w tym czasie w SOAS, dokonali wnikliwej analizy historii wczesnego islamu posługując się jedynie zachowanymi relacjami, rzeczywiście pochodzącymi z wczesnych wieków islamu, w języku ormiańskim, greckim, aramejskim i syryjskim. Para naukowców wystąpiła z poglądem, że islam, w świetle współczesnych, niemuzułmańskich źródeł, to w zasadzie plemienna rebelia przeciw imperium bizantyjskiemu i perskiemu (sasanidzkiemu), z korzeniami głęboko zapuszczonymi w judaizmie, oraz że Arabowie i Żydzi byli sojusznikami w erze podboju.
W pracy Meccan Trade and the Rise of Islam, Crone dowodzi, iż podczas gdy Mahomet prawie nigdy nie podróżował poza Hidżazem, analiza tekstu Koranu, np. opis politeistycznych oponentów Mahometa jako hodowców oliwek, sugeruje, że wypadki związane z misją Mahometa miały miejsce w pobliżu regionu śródziemnomorskiego.

## Publikacje

### Autorka
- Patricia Crone, From Arabian tribes to Islamic empire : army, state and society in the Near East c.600-850, Aldershot [England]: Ashgate, 2008, ISBN 978-0-7546-5925-9, OCLC 165478714. Brak numerów stron w książce
- Patricia Crone, Slaves on Horses : The Evolution of the Islamic Polity, Cambridge [England]: Cambridge University Press, 1980, ISBN 0-521-52940-9, OCLC 5100928. Brak numerów stron w książce
- Pre-Industrial Societies : Anatomy of the Pre-Modern World (2003) ISBN 1-85168-311-9
- God's Rule : Government and Islam. Six centuries of medieval islamic political thought (2004). Columbia University Press. ISBN 0-231-13290-5. Also ISBN 0-231-13291-3.
- Meccan Trade and the Rise of Islam (1987) ISBN 1-59333-102-9
- Roman, Provincial and Islamic Law : The Origins of the Islamic Patronate (1987 Paperback:2002) ISBN 0-521-52949-2
- Medieval Islamic Political Thought (2005). Edinburgh University Press, New Ed edition. ISBN 0-7486-2194-6

### Współautorka
- Patricia Crone, Hagarism: The Making of the Islamic World, Michael Cook, Cambridge: Cambridge University Press, 1977, ISBN 0-521-29754-0, OCLC 2507131. Brak numerów stron w książce
- The Formation of Islam : Religion and Society in the Near East, 600-1800 (2002) ISBN 0-521-58813-8
- Islamic Historiography (2002) ISBN 0-521-62936-5
- God's Caliph : Religious Authority in the First Centuries of Islam (2003) ISBN 0-521-54111-5